# بمباران مدرسه‌های ایران توسط عراق

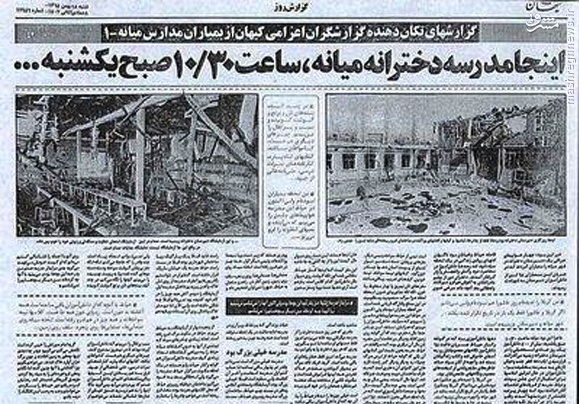
تیتر روزنامه درباره بمباران مدرسه دخترانه میانه

بمباران مدرسه‌های ایران توسط عراق بخشی از جنگ شهرها در جریان جنگ ایران و عراق می‌باشد که ۶۵ مدرسه ایرانی مورد بمباران نیروی هوایی عراق قرار گرفت. برخی از این حملات، حملهٔ موشکی و بمباران هوایی چند مدرسه در شهرهای بهبهان، بروجرد، نهاوند، زنجان و میانه است.

## بمباران مدرسه‌ای در بهبهان
در حدود ساعت ۱۷:۱۰ بعدازظهر ۴ آبان ۱۳۶۲، در حالی که دانش‌آموزان نوبت عصر مدرسهٔ شهید حمداللّه پیروز در شهر بهبهان (در استان خوزستان) در کلاسهای درس خود بودند مورد اصابت حملهٔ موشکی قرار گرفتند که بر اثر آن ۶۹ دانش‌آموز، ۴ معلم و یک خدمتگزار کشته و ۱۳۰ دانش‌آموز و ۱۱ معلم زخمی شدند. شدت حمله به حدی بود که ساختمان مدرسه کاملاً نابود شد. موشکهای استفاده شده در این حمله، ساخت شوروی و فرانسه بودند.

## حمله به دو مدرسه در بروجرد
در زمستان ۱۳۶۵ و در بحبوحهٔ جنگ ایران و عراق و پس از عملیات کربلای ۵، ارتش عراق به بمباران چندین مدرسه در غرب ایران پرداخت. به نظر می‌رسد پس از عملیات کربلای ۵، رژیم عراق دوباره به جنگ شهرها روی آورد و به مدارس ایران نیز حمله کرد. در حدود ساعت ۱۳ روز ۲۰ دی ۱۳۶۵، موشک‌های زمین به زمین عراقی دو مدرسه را در بروجرد هدف قرار دادند. این حادثه درست در هنگامی رخ داد که دانش‌آموزان نوبت بعدازظهر این دو مدرسه در سر صف‌هایشان ایستاده بودند. تعداد کشته‌شدگان این دو مدرسه، در مجموع ۶۰ تن بود. این دو مدرسه پسرانه، یکی دبستان شهید فیاض‌بخش و دیگری مدرسهٔ راهنمایی امام حسن مجتبی بودند که در مجاورت یکدیگر قرار داشتند و در منطقهٔ ابراهیم‌آباد در شمال بروجرد واقع بودند.

## حمله به یک دبیرستان در نهاوند
در ساعت هشت و پانزده دقیقه صبح روز ۱۹ اسفند ۱۳۶۳، هواپیماهای عراق حد فاصل بین میدان ژاندارمری و میدان عارف و منطقهٔ گوشهٔ سرآسیاب نهاوند را بمباران کردند که در جریان این بمباران، به دبیرستان دخترانه پروین اعتصامی واقع در نزدیکی میدان عارف خسارات جدی وارد شد. طی این حمله ده‌ها دانش آموز و چند دبیر این دبیرستان دچار مجروحیت شدندو یک دانش‌آموز نیز کشته شد. همچنین این حمله به کشته شدن چند تن در مناطق دیگر مورد حمله قرار داده شده انجامید.

## حمله به مدرسه‌ای در کرمانشاه
در روز ۲۴ مهر ۱۳۵۹ ساعت ۱۱ قبل از ظهر دبستان پسرانۀ غلامرضا رشیدیاسمی در خیابان رشیدی شهر کرمانشاه مورد حملۀ هوایی قرار گرفت. در این حمله ۱۶ دانش‌آموز پایۀ‌ دوم ابتدایی و یکی از کارکنان مدرسه شهید شدند. این دبستان در سال ۱۳۶۳ بازسازی شد و دبستان شهدا نام گرفت.

## حمله به دو مدرسه در میانه
در بعدازظهر ۱۱ بهمن ۱۳۶۵ هواپیماهای عراق چند نقطه از شهر میانه در استان آذربایجان شرقی را مورد حمله قرار دادند. از چند روز پیش شایع شده بود که به میانه حمله خواهد شد، ولی کسی به شایعات توجه نکرده بود. تا اینکه در ساعت ۵ عصر آن روز چند نقطه مسکونی میانه مورد هدف قرار گرفتند.  ازجمله حمام زنانه بلور نیز مورد اصابت موشک قرار گرفت که بر اثر آن، ۵ دختر دانشجو کشته شدند. در مجموع ۱۳ تن در این حملات کشته شدند.
همان روز در میان مردم میانه، شایع شد که فردا مدرسه دخترانه زینبیه در این شهر بمباران خواهد شد. این خبر به نقل از رادیو اسرائیل بود. ولی هیچ منبع موثق یا مسئولی این خبر را تکذیب یا تأیید نکرد و مسئولان ایرانی نیز هشداری در این‌باره به مردم ندادند و فردای آن روز دانش‌آموزان در مدرسهٔ مذکور حاضر شدند.
سرانجام دو مدرسه مجاور در میانه؛ یکی دبیرستان دخترانهٔ زینبیه و دیگری دبستان فاطمه الزهرا در ۱۲ بهمن ۱۳۶۵، مورد بمباران هواپیماهای عراقی قرار گرفتند. در این حمله، ۳۳ دانش‌آموز و یک خدمتگذار کشته شدند. در همان روز گفته شده بود که دبیرستان پسرانه بوعلی نیز هدف قرار خواهد گرفت که به رغم حمله، ساختمان دبیرستان مورد اصابت قرار نگرفت.

## بمباران دو مدرسه در زنجان
دو مدرسه به نامهای مدرسه راهنمایی دخترانه نواب صفوی و مدرسه راهنمایی پسرانه ۲۲ بهمن در زنجان واقع در کوچه بینش، خیابان سعدی شمالی در مرکز استان زنجان مورد حمله هوایی عراق قرار گرفت؛ در ساعت ۱۲:۳۰ ظهر روز ۲ بهمن ۱۳۶۵ تعداد دو فروند هواپیمای میگ عراقی این دو مدرسه را در کنار هم مورد هدف ۲ بمب و راکت قرار دادند. این مدارس جنب آمادگی دیانت و دبستان ادب و مقابل دبستان پروین اعتصامی قرار داشت. با توجه به اینکه این حمله اولین حمله از دور جدید جنگ شهرها در آن سال به شهر زنجان و بدون اعلام آژیر حمله هوایی و حتی شلیک پدافند هوایی شهر و کاملاً غیرمنتظره بود و ساعت حمله مقارن زمان تعویض دو شیفت صبح و عصر مدارس و در حالی بود که حیاط و کلاسهای مدارس مملو از دانش آموزان بود، حادثه هولناکی رقم خورد. در سالهای بعد آمار کشته شدگان ۱۳ و زخمی شدگان ۲۳ نفر اعلام شد، اما دیده‌های شاهدان خبر از کشته شدن ده‌ها دانش آموز داشت. مدفن جانبختگان این حمله در گورستان جنوب شهر زنجان قرار دارد. این حادثه فجیع در آن موقع از سوی مقامات استان و کشور پیگیری نشد.

## ادعای حمله به مدرسهٔ عراقی
در زمان حکومت صدام حسین در عراق، مسئولان این حکومت ادعا می‌کردند که مدرسه‌ای به نام «بلاط الشهداء» مورد حمله ایران قرار گرفته و تعدادی از دانش‌آموزان این مدرسه کشته شده‌اند. البته مقامات بعثی عراقی هیچگاه سندی برای این ادعای خود ارائه نکردند. موضوع این مدرسه در کتاب درسی قرائت عربی سال سوم دبستان در عراق دورهٔ صدام ذکر شده بود و حکومت عراق مطالب زیادی را با موضوع دشمنی با ایران در کتاب‌های درسی مدارس گنجانده بود.

## کتابی در این باره
کتابی با عنوان «نیمکت‌های سوخته» به قلم جعفر کاظمی در ۴ جلد انتشار یافته‌است که به موضوع بمباران مدرسه‌های ایران توسط عراق
می‌پردازد.